# Олейников, Валерий Дмитриевич
Валерий Дмитриевич Олейников (24 апреля 1959) — российский футбольный тренер, специализирующийся на работе с женскими командами.

## Биография
Окончил МГАФК (1980). С 1982 года работал тренером, в том числе в системе ДЮСШ «Чертаново» (Москва). По состоянию на 2007 год был главным тренером женского клуба «Чертаново», выступавшего в высшей лиге России, однако по из-за финансовых проблем клуб выступал неудачно и не смог доиграть сезон. Продолжал работать с командой после её вылета в первый дивизион. Во второй половине 2010-х годов работал старшим тренером женского мини-футбольного клуба «Строгино».